# Mujer Jefe
Bíawacheeitchish, en inglés Woman Chief (Mujer Jefe; c. 1806 – 1854),  fue una bacheeítche (jefa) y guerrera del pueblo crow. Interesada en actividades tradicionalmente masculinas desde temprana edad, se convirtió en una de las líderes más importantes de los Crow, uniéndose al Consejo de Jefes como el tercer miembro de mayor rango. Atrajo mucha atención de los visitantes occidentales; es posible que sea la misma persona que "Hoja de Pino" (Pine Leaf) descrita por James Beckwourth, aunque la exactitud de este relato está en duda.

## Biografía
La mujer que más tarde sería conocida como Mujer Jefe nació en el seno del pueblo Gros Ventre; se desconoce su nombre de nacimiento. Cuando tenía unos diez años, fue tomada prisionera por un grupo de asaltantes crow y adoptada por un guerrero crow que la crio entre su gente. Ella mostró una disposición a asumir actividades tradicionalmente masculinas, y su padre adoptivo evidentemente la alentó en sus actividades, ya que había perdido a sus hijos varones por muerte o captura. Recibió elogios por su habilidad para montar a caballo, su puntería y su habilidad para desollar un búfalo. Sin embargo, a diferencia de otros dos espíritus (personas homosexuales y trans, que en la mayoría de las tribus nativas de Norteamérica antes de la adopción del modo de vida occidental, los aceptaban y adoptaban los adornos, atuendo y tareas del otro sexo), ella vestía ropa femenina en lugar de adoptar prendas masculinas. Cuando su padre adoptivo murió, asumió el liderazgo de su logia.
Ganó renombre como guerrera durante una incursión de los Pies Negros contra un fuerte que albergaba familias crow y blancas. Según se informa, luchó contra varios atacantes y jugó un papel decisivo en revertir el ataque. Posteriormente, formó su propia banda de guerreros y atacó asentamientos de los Pies Negros, quitándoles muchos caballos y cabelleras. Por sus actos fue aceptada para representar a su logia como bacheeítche (jefa) en el Consejo de Jefes y recibió el nombre de Bíawacheeitchish, o Mujer Jefe. Finalmente ascendió al tercer puesto entre las 160 logias del consejo. Se casó con cuatro esposas, lo que aumentó la riqueza y el prestigio de su logia. Participó en las negociaciones de paz con otras tribus del Alto Misuri después del Tratado de Fort Laramie de 1851 y negoció con éxito la paz con los Gros Ventres, su tribu natal. Después de varios años de paz, Mujer Jefe fue emboscada y asesinada por un grupo de Gros Ventres en 1854.
Los visitantes occidentales que la conocieron, entre ellos Edwin Denig y Rudolph Kurz, quedaron fascinados con ella. Por lo general, la consideraban una figura exótica entre los patriarcales crow y la comparaban con las amazonas del mito occidental. Sus relatos ahora se consideran tendenciosos, aunque proporcionan detalles valiosos sobre la vida de Mujer Jefe. James Beckwourth escribió sobre una guerrera crow llamada Bar-chee-am-pe, u Hoja de Pino, que puede identificarse con ella. Algunos detalles de la vida de Hoja de Pino coinciden con lo que se sabe de Mujer Jefe, aunque el relato de Beckwourth parece ser muy exagerado, si no completamente ficticio.  Beckwourth afirmó haberla conocido mientras vivía con los crow en la década de 1820. Escribió que era una guerrera formidable que juró matar a cien enemigos antes de casarse. Afirmó además haber tenido una relación romántica con ella y haberle propuesto matrimonio. Entre quienes cuestionaron el relato de Beckwourth se encontraba Bernard DeVoto, quien escribió que Beckwourth es confiable salvo en tres áreas: números, romance y su propia importancia. 
Además de Mujer Jefe, hubo otras mujeres guerreras conocidas de la Nación Cuervo, entre ellas Akkeekaahuush (Viene hacia la orilla cercana, c. 1810 –1880) y Biliíche Héeleelash (Entre los sauces, c. 1837–1912), esta última una destacada líder guerrera (portadora de pipas).